# Tetramorium simulator
Tetramorium simulator är en myrart som beskrevs av Arnold 1917. Tetramorium simulator ingår i släktet Tetramorium och familjen myror. Inga underarter finns listade i Catalogue of Life.